# Bruno Rangel (Dartspieler)
Bruno Rangel (* 16. April 1966 in Rio de Janeiro) ist ein brasilianischer Dartspieler.

## Karriere
Bruno Rangel spielte im Alter von 16 Jahren das erste Mal Darts, wechselte aber zunächst zum Motorsport. Bei einem Trainingsunfall wurde sein rechter Handknochen komplett durchgebrochen und wurde lediglich noch von ein paar Sehnen und Nerven am Arm gehalten. Im Krankenhaus wurde die Amputation als Diagnose festgelegt, jedoch konnte wegen seines Onkels, der Orthopäde war, nach zwei Monaten im Krankenhaus und drei Operationen seine Hand wieder rekonstruiert werden. Jedoch beendete er seine Motorsportkarriere aufgrund dessen. Sechs Jahre später wurde Rangel in einer Bar vom Wirt aufgefordert es nochmals mit dem Dartsport zu versuchen und Rangels Talent wurde dabei deutlich.
So nahm er 1999, 2007 und 2009 für Brasilien am WDF World Cup teil und konnte sich für den World Cup of Darts 2018 qualifizieren. Gemeinsam mit Diogo Portela war er als Vertreter Brasiliens im Auftaktspiel gegen Dänemark siegreich, ehe das Duo im Achtelfinale gegen Schottland ausschied. Rangel nahm im gleichen Jahr und im Folgejahr am südamerikanischen Qualifikationsturnier für die PDC World Darts Championship teil, scheiterte jedoch beide Male im Achtelfinale. Ende September 2020 konnte sich Rangel erneut für den World Cup of Darts qualifizieren. Dieses Mal schieden die beiden aber gegen Michael van Gerwen und Danny Noppert aus der Niederlande aus.
2025 nahm Rangel erstmals an der PDC Qualifying School im englischen Milton Keynes teil. Er konnte jedoch kein Spiel für sich entscheiden und schied somit in der First Stage aus.